# Adam Figiel (ekonomista)
Adam Figiel – polski ekonomista, dr hab. nauk ekonomicznych, profesor nadzwyczajny Wydziału Zarządzania i Komunikacji Społecznej Uniwersytetu Jagiellońskiego i Instytutu Zarządzania, Kolegium Nauk o Zarządzaniu i Jakości Uniwersytetu Ekonomicznego w Krakowie.

## Życiorys
18 września 2002 obronił, na Wydziale Zarządzania i Komunikacji Społecznej Uniwersytetu Jagiellońskiego, pracę doktorską Etnocentryzm konsumencki jako czynnik kształtowania strategii internacjonalizacji przedsiębiorstwa, promotorem był Andrzej Szromnik. 3 kwietnia 2014 habilitował się na podstawie pracy zatytułowanej Reputacja w zarządzaniu przedsiębiorstwem. Ujęcie marketingowe. Objął funkcję profesora nadzwyczajnego w Instytucie Zarządzania, Kolegium Nauk o Zarządzaniu i Jakości na Uniwersytecie Ekonomicznego w Krakowie, oraz na Wydziale Zarządzania i Komunikacji Społecznej Uniwersytetu Jagiellońskiego.

## Wybrane publikacje książkowe
Figiel A., Kozioł L., Liber J., „Instrumenty zapobiegania stratom w łańcuchach dostaw logistycznych sektora FMCG”, Wydawnictwo Diecezji Tarnowskiej „Biblos”, Tarnów 2020, ISBN 978-83-7793-755-6
Figiel A. Ziembińska M., “Kreowanie wizerunku kandydata na urząd publiczny w Polsce”, Edu-Libri, Kraków, 2019
Figiel A., “Reputacja w zarządzaniu przedsiębiorstwem. Ujęcie marketingowe”, Wydawnictwo UEK, Zaszyty Naukowe: Seria Specjalna: Monografie nr 224, 2013, ISSN 1899-0428, ISBN 978-83-7252-614-4
Figiel A., „Etnocentryzm konsumencki. Produkty krajowe czy zagraniczne.”, PWE, Warszawa 2004; ISBN 83-208-1491-X

## Odznaczenia
- Medal Komisji Edukacji Narodowej - 2019[potrzebny przypis]
- Odznaczenie przez Prezydenta RP Brązowym Medalem za Długoletnią Służbę (Nr – 443-2014-73) - 2014[potrzebny przypis]